# Cheongju
Cheongju és una ciutat de Corea del Sud, capital de la província de Chungcheongbuk-do. La ciutat es divideix en dues circumscripcions (Gu): Heungdeok-gu (zona oest de la ciutat) i Sangdang-gu, SeoWon-gu, Cheong Won-gu (zona est de la ciutat).